# Magdeburger Annalen
Die Magdeburger Annalen (lateinisch Annales Magdeburgenses) sind eine Chronik aus dem 12. Jahrhundert in lateinischer Sprache.

## Inhalt
Die Annalen geben eine allgemeine Geschichte von Christi Geburt bis in das Jahr 1188 wieder.
Es werden vor allem Ereignisse von übergeordneter Bedeutung der römischen und deutschen Geschichte dargestellt, in einigen Fällen auch regionale Ereignisse.
Die Magdeburger Annalen zitieren Aussagen anderer Chroniken, wie der von Ekkehard von Aura, den Pöhlder Annalen, den Pegauer Annalen und den Quedlinburger Annalen. Möglicherweise sind sie eine Ableitung der Nienburger Annalen, die nicht erhalten sind.
Die Magdeburger Annalen wurden wahrscheinlich im Kloster Berge angefertigt.

## Ausgaben
Lateinisch
- Georg Heinrich Pertz u. a. (Hrsg.): Scriptores (in Folio) 16: Annales aevi Suevici. Hannover 1859, S. 107–196 (Monumenta Germaniae Historica, Digitalisat)

Deutsch
- Eduard Winkelmann: Die Jahrbücher von Magdeburg (Chronographus Saxo) (= Geschichtschreiber der deutschen Vorzeit. Band 63). Berlin, 1863, 3. Auflage, 1941. (Digitalisat)